# Bulbophyllum centrosemiflorum
Bulbophyllum centrosemiflorum là một loài phong lan thuộc chi Bulbophyllum.